# Фаусто Черчіньяні
Фа́усто Черчінья́ні (італ. Fausto Cercignani, 21 березня 1941) — італійський вчений, есеїст і поет.

## Діяльність
Фаусто Черчіньяні викладав германську філологію та історію англійської мови в різних італійських університетах.
У галузі вивчення англійської мови він добре відомий своїми дослідженнями про Вільяма Шекспіра.
Його головною працею з цього питання є Shakespeare's Works and Elizabethan Pronunciation, Oxford, University Press (Clarendon Press), 1981.
Його літературна критика стосується різних відомих авторів, таких як: Єнс Петер Якобсен, Георг Тракль, Георг Бюхнер, Артур Шніцлер, Йоганн Вольфганг фон Гете, Готгольд Ефраїм Лессінг, Гуго-Лауренц-Гофман фон Гофмансталь, Райнер Марія Рільке, Альбан Берг, Ернст Теодор Амадей Гофман, Роберт Музіль, Новаліс, Мойсей Йозеф Рот, Карл Краус, Франц Кафка, Томас Манн, Гергарт Гауптман, Фрідріх Шиллер, Кріста Вольф.
У галузі лінгвістичних досліджень він досліджував германську групу мов з хронологічної точки зору, особливо такі мови як прагерманська мова, готська мова, англійська мова та німецька мова.
Фаусто Черчіньяні є головним редактором міжнародних літературних періодичних видань «Studia austriaca» (e-ISSN 2385—2925, p-ISSN 1593—2508) та «Studia theodisca» (e-ISSN 2385—2917, p-ISSN 1593—2478).

## Поет
Поезія Черчіньяні опублікована в семи буклетах і зараз зібрана в книзі Scritture. Poesie edite e inedite, Torino 2015.
Фаусто Черчіньяні також експериментував з особистим перекладом своїх віршів.

## Вибрані твори

### Англійські дослідження
- Shakespeare's Works and Elizabethan Pronunciation, Oxford, University Press (Clarendon Press), 1981.[4]
- English Rhymes and Pronunciation in the Mid-Seventeenth Century, in «English Studies», 56/6, 1975, 513—518.[9]
- The Development of */k/ and */sk/ in Old English, in «Journal of English and Germanic Philology», 82/3, 1983, 313—323.[10]

### Германські дослідження
- The Consonants of German: Synchrony and Diachrony , Milano, Cisalpino, 1979.[11]
- The Development of the Gothic Short/Lax Subsystem, in «Zeitschrift für vergleichende Sprachforschung», 93/2, 1979, 272—278.[12]
- Early «Umlaut» Phenomena in the Germanic Languages, in «Language», 56/1, 1980, 126—136.[13]
- Zum Hochdeutschen Konsonantismus. Phonologische Analyse und phonologischer Wandel, in «Beiträge zur Geschichte der deutschen Sprache und Literatur», 105/1, 1983, 1-13.[14]
- The Elaboration of the Gothic Alphabet and Orthography, in «Indogermanische Forschungen», 93, 1988, 168—185.[15]
- Saggi linguistici e filologici. Germanico, gotico, inglese e tedesco, Alessandria, 1992.[16]

### Літературна критика

#### Книги
- F. Cercignani — M. Giordano Lokrantz, In Danimarca e oltre. Per il centenario di Jens Peter Jacobsen, Milano, 1987.[17]
- F. Cercignani, Existenz und Heldentum bei Christa Wolf. «Der geteilte Himmel» und «Kassandra», Würzburg, Königshausen & Neumann, 1988.[18]
- F. Cercignani, Studia trakliana. Georg Trakl 1887—1987, Milano, 1989.[19]
- F. Cercignani, Studia büchneriana. Georg Büchner 1988, Milano, 1990.[20]
- F. Cercignani, Studia schnitzleriana, Alessandria, 1991.[21]
- F. Cercignani, Novalis, Milano, 2002.[22]

#### Есе
- Disperata speranza: la trama del «Niels Lyhne», in F. Cercignani — M. Giordano Lokrantz, In Danimarca e oltre. Per il centenario di Jens Peter Jacobsen, Milano, 1987, 95-128.[17]
- Dunkel, Grün und Paradies. Karl Krolows lyrische Anfänge in «Hochgelobtes gutes Leben», in «Germanisch-Romanische Monatsschrift», 36/1, 1986, 59-78.[23]
- Zwischen irdischem Nichts und machtlosem Himmel. Karl Krolows «Gedichte» 1948: Enttäuschung und Verwirrung, in «Literaturwissenschaftliches Jahrbuch», 27, 1986, 197—217.[24]
- E. T. A. Hoffmann, Italien und die romantische Auffassung der Musik, in S. M. Moraldo (ed.), Das Land der Sehnsucht. E. T. A. Hoffmann und Italien, Heidelberg, Winter, 2002, 191—201.[25]

## Нагороди
Österreichisches Ehrenkreuz für Wissenschaft und Kunst I. Klasse — Milano, 1996.